# Computer personal
1. Monitor
2. Placă de bază
3. Microprocesor,configuratie X86 sau X64,produs de INTEL sau AMD
4. Memorie cu acces aleatoriu,tip DDR5(model nou,cele mai vechi fiind: DDR4,DDR3,DDR2,DDR1,SDRAM...) (RAM)
5. Plăci de extensie(a.Video si/sau Tuner TV,Captura video CCTV; b.Audio 7.1; c.Retea pe soclu tip PCI)
6. Sursa de alimentare (in comutatie)-Asigura tensiuni stabilizate de 3,3V;5V;12Vcc,in principal si altele adiacente.
7. Unitate de citire/scriere disc optic,tip DVD sau BD
8. Solid State Drive(SSD), Solid State Hybrid Drive(SSHD), Hard Disk(HDD)
9. Tastatură
10. Mouse

Diagramă a unui PC contemporan de tip desktop:
- Monitor
- Placă de bază
- Microprocesor,configuratie X86 sau X64,produs de INTEL sau AMD
- Memorie cu acces aleatoriu,tip DDR5(model nou,cele mai vechi fiind: DDR4,DDR3,DDR2,DDR1,SDRAM...) (RAM)
- Plăci de extensie(a.Video si/sau Tuner TV,Captura video CCTV; b.Audio 7.1; c.Retea pe soclu tip PCI)
- Sursa de alimentare (in comutatie)-Asigura tensiuni stabilizate de 3,3V;5V;12Vcc,in principal si altele adiacente.
- Unitate de citire/scriere disc optic,tip DVD sau BD
- Solid State Drive(SSD), Solid State Hybrid Drive(SSHD), Hard Disk(HDD)
- Tastatură
- Mouse

Termenul computer personal numit și calculator personal (în engleză: personal computer sau PC, pronunțat /pi si/, v. AFI) desemnează un anumit gen de computer, relativ mic ca dimensiuni și performanță, pentru uz personal. Se face deosebirea între următoarele semnificații posibile:
- „Home computer” - prima generație de computere de uz personal, tradus „calculator pentru acasă”, nestandardizate, azi învechite, au fost fabricate de diverse companii în diverse modele
- „IBM PC” (PC-urile inițiale) - computere azi învechite de la compania IBM, model "IBM PC", cu microprocesor de tip Intel 8088 (un Intel 8086 cu magistrala de date pe 8 biți) sau o versiune ulterioară, construite după arhitectura IA-32 (Intel Architecture 32 bit) numită și x86, cu procesor Intel 80386 pe 32 bit; inițial au fost concepute pentru un singur utilizator. În 2005 compania americană IBM a vândut divizia de PC-uri companiei Lenovo din Beijing, China, și de atunci nu mai fabrică calculatoare personale.
- „PC” propriu-zis - acestea sunt calculatoare actuale dar compatibile cu vechile specificații "IBM PC". Se fabrică în prezent de multe companii (dar nu și de IBM). Au în general multe forme constructive. Drept sistem de operare utilizează Microsoft Windows sau o distribuție de Unix.
- „Calculator personal” - un termen generic pentru toate computerele de capacitate, performanță și dimensiuni relativ mici, destinate uzului individual, indiferent dacă e vorba de „PC”-uri propriu-zise sau nu, deci indiferent dacă sunt sau nu compatibile cu "IBM PC"-ul de mai sus. Termenul acoperă o multitudine de tipuri de calculatoare electronice, care se deosebesc între ele atât ca principii arhitecturale, dimensiuni, formă fizică sau greutate, cât și ca sistem de operare, software de aplicație, funcționalitate și mod de utilizare.

Acești 4 termeni de mai sus nu trebuie confundați între ei.
Restul articolului se ocupă numai de calculatoarele actuale de tip „PC” propriu-zis, compatibile cu vechile specificații "IBM PC".

## Caracteristici
Încă din anii 1980 majoritatea calculatoarelor mici sunt PC-uri, deci compatibile din punct de vedere hardware cu PC-urile inițiale ale firmei IBM care se numeau IBM PC. Ele folosesc procesoare fabricate de firmele AMD sau Intel, desigur însă mult mai rapide decât cele folosite inițial de IBM.
O caracteristică distinctivă este modularitatea PC-urilor: chiar fără a fi specialiști, utilizatorii pot modifica, extinde sau schimba cipurile de memorie, placa de bază, plăcile de extensie, discurile dure și chiar și sistemul de operare.
Din punctul de vedere al hardwareului există multe modele și tipuri constructive de PC-uri. Printre modelele constructive actuale de succes (în 2011) se numără de exemplu cele de tip „PC tabletă” (din engleză de la Tablet PC) - v. și articolul Calculator tabletă.
Numărul de PC-uri aflate în uz în lume a depășit pragul de 1 miliard în iunie 2008 .
Prin contrast, există și computere personale mici, portabile, care nu sunt PC-uri (au o altă arhitectură decât calculatoarele personale de tip PC). În ziua de azi ele sunt fabricate de ex. de către companiile Apple (familia de calculatoare Macintosh), Hewlett-Packard, RIM, SGI, divizia Sun Microsystems a companiei Oracle și altele. De asemenea, strict vorbind, nici aparatele „inteligente” de tip smartphone și nici unele computere tabletă ca de ex. iPad, nu sunt PC-uri, deși aparțin marelui domeniu de calculatoare personale.

## Piața și vânzările de PC-uri
În anul 2008 piața mondială de calculatoare personale de tip PC a crescut cu 11,6 % până la 299,4 milioane unități.
În 2005 s-au vândut 218,5 milioane de unități PC, față de 189,5 milioane de unități vândute în 2004.
În perioada ianuarie-septembrie 2008 asamblatorii locali de PC-uri din România au vândut aproximativ 325.000 de unități.
La sfârșitul anului 2008 vânzările de laptop-uri le-au depasit pe cele de PC-uri de tip desktop. Până la începutul anului 2011 laptop-urile au ajuns să reprezinte un sfert din vânzările totale de IT, PC-urile de tip desktop rămânând mult in urmă.